# Ad Zonderland
Ad Zonderland (Haarlem, 2 oktober 1940 – Borne, 15 augustus 2007) was een Nederlandse voetbaltrainer en sportbestuurder.
Zonderland was als speler actief bij RCH en hij doorliep het CIOS. In het seizoen 1963/64 was hij assistent bij Telstar. Hierna was hij hoofdtrainer van JOS Watergraafsmeer waarmee hij tweemaal kampioen werd.
Zonderland was in 1967/68 trainer bij De Graafschap, waar hij de toenmalige assistent-trainer Guus Hiddink liet debuteren als voetballer. In december 1970 werd hij vanwege de slechte resultaten op non-actief gesteld. In maart 1971 keerde hij terug als manager bij De Graafschap.
Bij Feyenoord was vanaf 1972 hij assistent-trainer onder Wiel Coerver en in 1973 werd hij er interim-coach, als opvolger van de naar Club Brugge vertrokken Ernst Happel. Onder trainer Wiel Coerver werd Zonderland in het seizoen 1974/75 met de jeugd en het C-team belast, maar hij keerde medio 1975 terug als assistent bij het eerste team. Ook in 1976 was hij interim-coach van Feyenoord, toen hij Antoni Brzeżańczyk tijdelijk verving.
In 1976/77 werd hij coach van FC Den Bosch die een twaalfde plaats behaalde, en in 1977/78 was hij daar opnieuw coach. Dit keer behaalde zijn club een achtste plaats. Hij werd opgevolgd door Rinus Gosens. In januari 1981 kwam hij echter terug als coach, nadat zijn opvolger ziek geworden was. Voetbal International publiceerde echter dat Zonderland een kwalijke rol had gespeeld in het vertrek van Gosens. Uiteindelijk zou hij samen met Hans Verèl de club naar de nacompetitie loodsen, maar hij wist geen promotie af te dwingen. Als manager raakte hij met Gosens in conflict, waarna de laatste vertrok als coach. Als directeur bleef hij tot 1990 aan de club verbonden. Hierna was hij tot 1 januari 1992 als directeur werkzaam bij SC Heracles '74. Zonderland was ook vier jaar directeur bij FC Utrecht.
In 1999 kreeg Zonderland de part-time technische leiding over een door AFC Ajax opgezette voetbalacademie in Accra. In die hoedanigheid komt hij ook voor in de documentaire Ajax: Daar hoorden zij engelen zingen. Vanaf 2002 stuurde hij de coaches aan bij Ajax Cape Town.
Ad Zonderland overleed in augustus 2007 op 66-jarige leeftijd.

## Erelijst
De Graafschap
| Nationaal      |    |         |
| Tweede divisie | 1x | 1968/69 |